# Sirtuine 6
La sirtuine 6 est une histone désacétylase de la famille des sirtuines. Son gène est le SIRT6 situé sur le chromosome 19 humain.

## Rôles
Elle est exprimée au niveau de la chromatine nucléaire. Elle intervient dans la réparation de l'ADN, dans la maintenance des télomères, dans le métabolisme glucidique et lipidique. Elle inhibe en particulier le PCSK9 et diminue le LDL cholestérol. Elle joue un rôle protecteur contre la sénescence.
Elle contribue à la protection du cœur en cas d'hypoxie. Elle diminue le signal IGF-AKT, protégeant contre la formation d'une cardiomyopathie hypertrophique.
En cas d'accident vasculaire cérébral, son expression est corrélé avec un meilleur pronostic, probablement en protégeant la barrière hémato-encéphalique et en diminuant ainsi la transformation hémorragique. 